# Horus (genre)
Pour les articles homonymes, voir Horus (homonymie).
Genre
Horus est un genre de pseudoscorpions de la famille des Olpiidae.

## Distribution
Les espèces de ce genre se rencontrent en Afrique australe et en Afrique de l'Ouest.

## Liste des espèces
Selon Pseudoscorpions of the World (version 3.0) :
- Horus asper Beier, 1947
- Horus brevipes Beier, 1964
- Horus difficilis Vachon, 1941
- Horus gracilis Beier, 1958
- Horus granulatus (Ellingsen, 1912)
- Horus modestus Chamberlin, 1930
- Horus montanus Beier, 1955
- Horus obscurus (Tullgren, 1907)
- Horus transvaalensis Beier, 1964
- Horus zonatus Beier, 1964

## Publication originale
- Chamberlin, 1930 : A synoptic classification of the false scorpions or chela-spinners, with a report on a cosmopolitan collection of the same. Part II. The Diplosphyronida (Arachnida-Chelonethida). Annals and Magazine of Natural History, sér. 10, vol. 5, p. 1-48 & 585-620.